# Powerlifting ai XVI Giochi paralimpici estivi - 50 kg femminile
Le gare di powerlifting della categoria fino a 45 kg femminile ai XVI Giochi paralimpici estivi si sono svolte il 27 agosto 2021 presso il Tokyo International Forum.
La vincitrice è stata Hu Dandan.

## Risultati
| Pos. | Atleta                            | Peso (kg) | Sollevamenti (kg) | Sollevamenti (kg) | Sollevamenti (kg) | Sollevamenti (kg) | Risultato (kg) |
| Pos. | Atleta                            | Peso (kg) | 1                 | 2                 | 3                 | 4                 | Risultato (kg) |
| ---- | --------------------------------- | --------- | ----------------- | ----------------- | ----------------- | ----------------- | -------------- |
|      | Hu Dandan                         | 49,27     | 105               | 112               | 120               | –                 | 120            |
|      | Rehab Ahmed                       | 49,87     | 117               | 120               | 121               | –                 | 120            |
|      | Olivia Broome                     | 49,53     | 106               | 107               | 109               | –                 | 107            |
| 4    | Lidiia Soloviova                  | 48,49     | 104               | 106               | 108               | –                 | 106            |
| 5    | Sakina Khatun                     | 47,01     | 90                | 93                | 93                | –                 | 93             |
| 6    | Loida Zabala Ollero               | 49,25     | 93                | 97                | 97                | –                 | 93             |
| 7    | Gulbanu Abdykhalykova             | 49,70     | 70                | 76                | 80                | –                 | 76             |
| 8    | Halima Lemtakhem                  | 48,68     | 75                | 80                | 80                | –                 | 75             |
| –    | Mayra Alejandra Hernández Godínez | 48,37     | 82                | 82                | 85                | –                 | –              |